# هاپر (ریزمعماری)
هاپر (انگلیسی: Hopper) اسم رمز یک ریزمعماری در زمینهٔ واحد پردازش مرکزی و معرفی‌شده توسط شرکت انویدیا است که دنباله‌ای موفق بر نسخهٔ پیشین همین شرکت، آمپر است. نام منتسب به این ریزمعماری، همنام از دانشمند پیشگام علوم رایانه آمریکایی گریس هاپر است. شایع بر این بود که هاپر اولین نسل از پردازنده‌های گرافیکی انویدیا است که از ماژول چند-تراشه‌ای بهره می‌برد.